# Givago Ribeiro
Givago Bitencourt Ribeiro (Santa Maria, 17 de dezembro de 1987) é um canoísta brasileiro. Integrou a delegação nacional que disputou os Jogos Pan-Americanos de 2011, em Guadalajara, no México. É irmão do também canoísta Gilvan Ribeiro.